# Nhà ga nút giao Chachoengsao
Ga nút giao Chachoengsao (tiếng Thái: สถานีชุมทางฉะเชิงเทรา, RTGS: Sathani Chumthang Chachoengsao) là một ga đường sắt trên Tuyến Đông ở phía Đông Thái Lan thuộc Đường sắt quốc gia Thái Lan. Nó nằm ở phó huyện Na Mueang, huyện Mueang Chachoengsao, tỉnh Chachoengsao. Trước đó nó được gọi là Paet Riu. Nhà ga thuộc hạng 1 nằm cách ga Ga Bangkok 70 km (43,5 mi).